# Centro Especial de Integración Audiovisual y Formación
Centro Especial de Integración Audiovisual y Formación (CEIAF) es una empresa especializada en el campo de las adaptaciones de programas de televisión para personas ciegas y sordas, que dispone de metodologías para audiodescribir y subtitular contenidos audiovisuales. Realiza subtitulado para discapacitados auditivos. Asesoramiento empresarial en planes estratégicos y proyectos de accesibilidad. Es una empresa española integrada en AITE.